# (7150) McKellar
(7150) McKellar est un astéroïde de la ceinture principale.

## Description
(7150) McKellar est un astéroïde de la ceinture principale. Il fut découvert le 11 octobre 1929 à Flagstaff par Clyde William Tombaugh. Il présente une orbite caractérisée par un demi-grand axe de 2,42 UA, une excentricité de 0,19 et une inclinaison de 3,4° par rapport à l'écliptique.

## Compléments